# Сін Олександр Ченсанович
Олекса́ндр Ченса́нович Сін (нар. 12 квітня 1961, місто Орджонікідзе (тепер Покров), Дніпропетровська область) — український політик корейського походження. Міський голова міста Запоріжжя у 2010—2015 рр., колишній заступник голови Запорізької обласної державної адміністрації.

## Біографія
Народився 12 квітня 1961 року в місті Орджонікідзе Дніпропетровської області.

### Освіта
Закінчив Київську спеціалізовану фізико-математичну школу-інтернат при Київському державному університеті У вересні 1978 — червні 1983 року — студент фізичного факультету Київського державного університету імені Шевченка. 1983 року закінчив університет, здобув спеціальність фізика, викладача фізики.
Заочно здобув ще дві вищі освіти: в Запорізькій державній інженерній академії за спеціальністю «фінанси» (2001) та в Національній академії державного управління при Президентові України за спеціальністю «магістр держуправління» (2005).

### Кар'єра
У серпні 1983 — листопаді 1984 року — інженер-технолог, у листопаді 1984 — липні 1986 року — інженер-програміст, у липні 1986 — листопаді 1987 року — старший інженер окремого конструкторського бюро, у листопаді 1987 — лютому 1988 року — старший інженер цеху № 2, у лютому 1988 — травні 1990 року — заступник начальника цеху № 2 з виробництва, у травні 1990 — вересні 1991 року — начальник планово-економічного відділу, у вересні 1991 — березні 1993 року — начальник відділу фінансів та планування, у березні 1993 — вересні 1994 року — заступник генерального директора з економічних питань Виробничого об'єднання «Гамма» у місті Запоріжжя.
У вересні 1994 — червні 1999 року — заступник голови Запорізької міської ради народних депутатів, заступник Запорізького міського голови з питань діяльності виконавчих органів міської ради. З квітня 1997 року цю посаду було поєднано з посадою керівника економічного управління Запорізької міської ради.
9 вересня 1999 — 2 лютого 2006 року — заступник голови, 2 лютого — 17 липня 2006 року — 1-й заступник голови Запорізької обласної державної адміністрації. У ці роки Запорізької ОДА керували Євген Карташов (двічі), Володимир Куратченко, Олексій Кучеренко, Сергій Сазонов (в.о.), Володимир Березовський, Юрій Артеменко, Анатолій Головко, Євген Червоненко.
17 липня 2006 — 8 червня 2007 року — начальник Контрольно-ревізійного управління Запорізької області.
8 червня 2007 — 12 вересня 2008 року — заступник генерального директора з юридичних питань та корпоративних ризиків ВП «Запорізька атомна електрична станція» ДП НАЕК «Енергоатом» у місті Енергодар.
14 липня — 5 вересня 2008 року — стажер на посаду заступника голови, 5 вересня 2008 — 9 квітня 2010 року — заступник голови Запорізької обласної державної адміністрації Олександра Старуха.
У квітні — грудні 2010 року — помічник-консультант народного депутата України. Радник голови правління ЗАТ «Запорізький автомобільний завод».
З травня по грудень 2010 року очолював Запорізьку міську організацію партії ВО «Батьківщина».

### Міський голова
За результатами виборів 31 жовтня 2010 року Олександр Сін був обраний міським головою Запоріжжя, випередивши суперника від Партії регіонів Володимира Кальцева. Явка на виборах склала лише 37,78 %. Як одна з причин перемоги Сина називається конфлікт усередині Партії регіонів у Запоріжжі, як інша — протестний електорат, що голосував не стільки за Сіна, скільки проти Кальцева. Оскільки більшість у міській раді набрала Партія регіонів (61 депутат з 90), а міським головою став представник опозиційної ВО «Батьківщина», конструктивного діалогу між гілками влади не очікувалося. Так, новообраними депутатами міськради від Партії регіонів було максимально затягнуто процес інавгурації (Сін обійняв посаду останнім з міських голів 17 грудня 2010 року). На початку грудня Олександр Сін залишив лави партії «Батьківщина» оскільки «вважав правильним на посту мера представляти всю громаду, а не працювати на користь її частини». 17 грудня на першій сесії міськради відбулася інавгурація Сіна. Він запропонував на посаду секретаря міськради кандидатуру основного суперника — Володимира Кальцева, яку підтримала більшість депутатів. У березні 2012 року Олександр Сін вступив до лав Партії регіонів. 10 грудня 2014 року під час сутички з радикалами на сесії Запорізької міської ради нецензурно облаяв народних депутатів від «Радикальної партії» Олега Ляшка та Ігора Мосійчука, написавши заяву про відставку під тиском радикалів. Проте заява не була задоволена через відсутність кворуму, через те що міський голова Запоріжжя був повідомлений про можливе захоплення будівлі мерії та своєчасно попередив депутатів, які залишили сесійну залу та зірвали голосування про відставку. За нецензурну лайку у прямому ефірі Олександр Сін був оштрафований на 5 неоподатковуваних мінімумів (85 гривень). 

### Інше
Одружений. Дружина Данна Сін, юрист за освітою.
Мешкає в Південному мікрорайоні міста Запоріжжя.
Любить подорожі та кіно. Підтримує стосунки з представниками корейської діаспори. Небайдужий до волейболу. Підтримує жіночу команду «Орбіта-Університет» і з 1995 очолює Запорізьку обласну федерацію волейболу. Захоплюється й іншими видами активного відпочинку.